# Landkreis Bad Tölz-Wolfratshausen
Landkreis Bad Tölz-Wolfratshausen is een Landkreis in de Duitse deelstaat Beieren. De Landkreis telt 128.212 inwoners (31 december 2020) op een oppervlakte van 1.110,67 km². Kreisstadt is Bad Tölz.

## Indeling
Het Landkreis is onderverdeeld in 21 gemeenten, waarvan er 3 de status van stad hebben. Daarnaast zijn er twee gebieden die niet gemeentelijk zijn ingedeeld.
Steden
1. Bad Tölz
2. Geretsried
3. Wolfratshausen

Overige gemeenten

1. Bad Heilbrunn
2. Benediktbeuern
3. Bichl
4. Dietramszell
5. Egling
6. Eurasburg
7. Gaißach
8. Greiling
9. Icking
10. Jachenau
11. Kochel a.See
12. Königsdorf
13. Lenggries
14. Münsing
15. Reichersbeuern
16. Sachsenkam
17. Schlehdorf
18. Wackersberg

Niet gemeentelijk ingedeeld
(7,99 km², beide onbewoond)
1. Pupplinger Au (3,72 km²)
2. Wolfratshauser Forst (4,27 km²)

Aichach-Friedberg · Altötting · Amberg · Amberg-Sulzbach · Ansbach (stad) · Landkreis Ansbach · Aschaffenburg (stad) · Landkreis Aschaffenburg · Augsburg (stad) · Landkreis Augsburg · Bad Kissingen · Bad Tölz-Wolfratshausen · Bamberg (stad) · Landkreis Bamberg · Bayreuth (stad) · Landkreis Bayreuth · Berchtesgadener Land · Cham · Coburg (stad) · Landkreis Coburg · Dachau · Deggendorf · Dillingen an der Donau · Dingolfing Landau · Donau-Ries · Ebersberg · Eichstätt · Erding · Erlangen · Erlangen-Höchstadt · Forchheim · Freising · Feyung-Grafenau · Fürstenfeldbruck · Fürth (stad) · Landkreis Fürth · Garmisch-Partenkirchen · Günzburg · Haßberge · Hof (stad) · Landkreis Hof · Ingolstadt · Kaufbeuren · Kelheim · Kempten im Allgäu · Kitzingen · Kronach · Kulmbach · Landsberg am Lech · Landshut (stad) · Landkreis Landshut · Lichtenfels · Lindau · Main-Spessart · Memmingen · Miesbach · Miltenberg · Mühldorf am Inn · München · Landkreis München · Neuburg-Schrobenhausen · Neumarkt in der Oberpfalz · Neurenberg · Neustadt an der Aisch-Bad Windsheim · Neustadt an der Waldnaab · Neu-Ulm · Nürnberger Land · Oberallgäu · Ostallgäu · Passau (stad) · Landkreis Passau · Pfaffenhofen an der Ilm · Regen · Regensburg (stad) · Landkreis Regensburg · Rhön-Grabfeld · Rosenheim (stad) · Landkreis Rosenheim · Roth · Rottal-Inn · Schwabach · Schwandorf · Schweinfurt (stad) · Landkreis Schweinfurt · Starnberg · Straubing · Straubing-Bogen · Tirschenreuth · Traunstein · Unterallgäu · Weiden in der Oberpfalz · Weilheim-Schongau · Weißenburg-Gunzenhausen · Wunsiedel im Fichtelgebirge · Würzburg (stad) · Landkreis Würzburg
Bad Heilbrunn ·
Bad Tölz ·
Benediktbeuern ·
Bichl ·
Dietramszell ·
Egling ·
Eurasburg ·
Gaißach ·
Geretsried ·
Greiling ·
Icking ·
Jachenau ·
Kochel am See ·
Königsdorf ·
Lenggries ·
Münsing ·
Reichersbeuern ·
Sachsenkam ·
Schlehdorf ·
Wackersberg ·
Wolfratshausen